# The Left Banke
The Left Banke est un groupe américain de pop music fondé en 1965 à New York.
Ils rencontrent le succès avec leurs premiers singles, Walk Away Renée et Pretty Ballerina (en), qui se classent respectivement 5e et 15e du Billboard Hot 100.

## Historique
The Left Banke est formé à New York en 1965 par le bassiste Tom Finn et le chanteur Steve Martin. Finn a déjà fait partie d'un groupe, baptisé The Magic Plants. Ils sont accompagnés par deux de ses amis, le guitariste George Cameron et le batteur Warren David-Schierhorst. Ils font la connaissance de Michael Brown, jeune claviériste ayant reçu une formation classique. Son père, Harry Lookofsky, est musicien de jazz et propriétaire du studio d'enregistrement World United. Il signe un contrat de management avec les musiciens, qui répètent le soir après la fermeture du studio.
Leur premier single, Walk Away Renée, sort fin 1966 chez Smash Records, filiale de Mercury. Le disque se classe 5e du Billboard Hot 100. Son succès est confirmé par le single suivant, Pretty Ballerina (en), qui atteint la 15e place du Hot 100 en 1967. Les deux simples donnent leur titre au premier album du groupe, Walk Away Renée/Pretty Ballerina (en).
Des tensions éclatent au sein du groupe et Brown réalise le single Ivy, Ivy à l'aide de musiciens de studio. Desiree, édité en juin 1967, est leur dernier titre à figurer dans le Top 100. The Left Banke se disloque peu à peu après le départ de Brown fin 1967, malgré un second album, The Left Banke Too (en) sorti l'année suivante, et des reformations sporadiques et infructueuses dans les années 1970. Michael Brown continue sa carrière au sein du groupe Montage, qui réalise un album en 1968.
Le claviériste Michael Brown décède le 19 mars 2015, à l'âge de 65 ans. Le chanteur Steve Martin Caro est décédé le 15 janvier 2020, à l'âge de 71 ans.

## Héritage
Walk Away Renée est reprise par The Four Tops en 1968,. Elle figure à la 222e place dans la liste des 500 plus grandes chansons de tous les temps établie en 2004 par le magazine musical Rolling Stone.

## Style musical
Les chansons de Left Banke, pour la plupart composées par Michael Brown, sont agrémentées d'orchestrations classiques. La presse les qualifie de pop baroque,. Le groupe est également connu pour ses harmonies vocales, dues au chanteur Steve Martin et aux musiciens Tom Finn et George Cameron.

## Discographie

### Singles
- 1966 : Walk Away Renée / I Haven't Got the Nerve (Smash Records)
- 1967 : Pretty Ballerina (en) / Lazy Day (Smash Records)
- 1967 : Ivy, Ivy / And Suddenly (Smash Records)
- 1967 : She May Call You Up Tonight / Barterers and Their Wives (Smash Records)
- 1967 : Desiree / I've Got Something on My Mund (Smash Records)
- 1968 : Dark Is the Bark / My Friend Today (Smash Records)
- 1968 : Goodbye Holly / Sing, Little Bird, Sing (Smash Records)
- 1969 : Bryant Hotel / Give the Man a Hand (Smash Records)
- 1969 : Myrah / Pedestal (Smash Records)

### EP
- 2022 : High Flyer (Omnivore Recordings)

### Albums
- 1967 : Walk Away Renée/Pretty Ballerina (en) (Smash Records)
- 1968 : The Left Banke Too (en) (Smash Records)

### Compilations
- 1985 : The History of The Left Banke (Rhino)
- 1992 : There's Gonna Be a Storm: The Complete Recordings 1966–1969 (en) (Mercury Records)